# Девушка и Смерть (балет)
«Девушка и Смерть» — балет В. В. Ковалёва в трёх актах по одноимённой поэме-сказке Максима Горького. Балет был впервые поставлен 22 октября 1961 года на сцене Саратовского театра оперы и балета. Автор либретто и балетмейстер В. Т. Адашевский; художники В. П. Аксёнов и А. В. Беляков; дирижёр В. С. Фидлер, хормейстер А. А. Добромирова. В первой постановке партию Девушки исполнила В. А. Дубровина, Смерти — Н. А. Ильиченко, Парня — А. С. Фёдоров, Сатаны — Ю. П. Горбачёв, Кикиморы — Г. С. Полякова.
Постановка имела большой успех. Балет прошёл на сцене Саратовского театра более 120 раз. Он был показан в Москве в Кремлёвском дворце съездов и был удостоен Диплома I степени на Всероссийском смотре спектаклей.
В 1973 году на сцене Саратовского театра была поставлена новая редакция балета. Постановщик — А. Шевелёва, художники — В. Аксёнов и С. Кондрацкий, дирижёр — В. Горелик. Балет также был поставлен на сцене Куйбышевского театра оперы и балета (Самара).
В балете воспевается великая сила любви, перед которой смерть вынуждена отступить. Либретто балета имеет некоторые отличия от первоисточника. Например, в нём добавлены дополнительные сцены «В логове Смерти», «Бегство Девушки из логова Смерти», «Вальс звёзд». Основные персонажи балета имеют яркие музыкальные характеристики. Образ Девушки — нежный, игривый, стремительный; образ Парня — меланхолический. Явление Смерти сопровождается тяжёлыми повторяющимся басовыми мотивами.